# Cygnicollum lankesteri
Cygnicollum lankesteri is een soort in de taxonomische indeling van de Myzozoa, een stam van microscopische parasitaire dieren. Het organisme komt uit het geslacht Cygnicollum en behoort tot de familie Lecudinidae. Cygnicollum lankesteri werd in 1986 ontdekt door Theodorides & Desportes.